# Параллелизм (информатика)

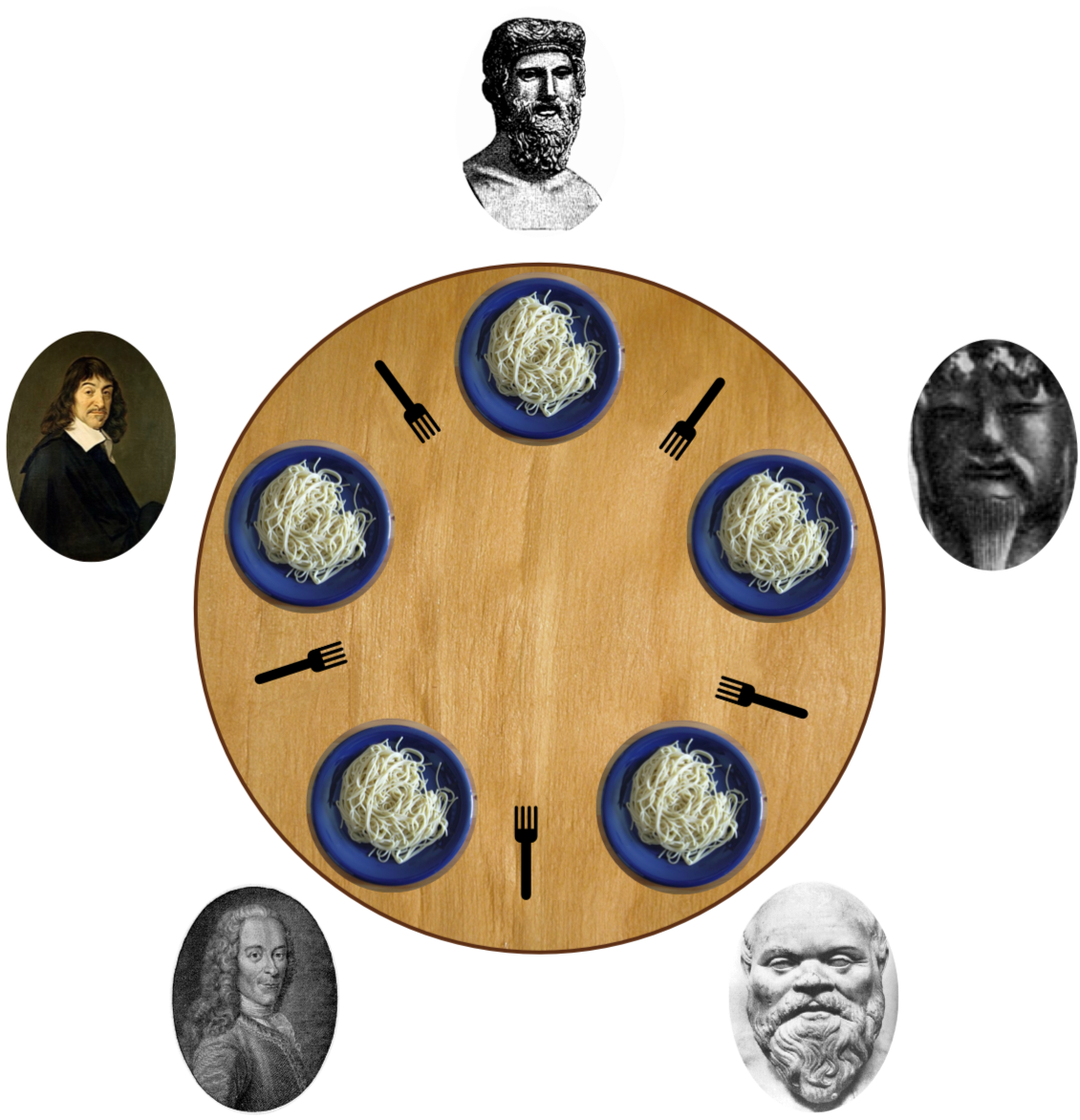
«Задача об обедающих философах» — классическая проблема с параллелизмом и разделяемыми ресурсами.

В информатике параллели́зм — это свойство систем, при котором несколько вычислений выполняются одновременно, и при этом, возможно, взаимодействуют друг с другом. Вычисления могут выполняться на нескольких ядрах одного чипа с вытесняющим разделением времени потоков на одном процессоре, либо выполняться на физически отдельных процессорах. Для выполнения параллельных вычислений разработаны ряд математических моделей, в том числе сети Петри, исчисление процессов, модели параллельных случайных доступов к вычислениям и модели акторов.
Примечание — В русскоязычной литературе нередко путаются термины «параллелизм» и «конкурентность». Оба термина означают одновременность процессов, но первый — на физическом уровне (параллельное исполнение нескольких процессов, нацеленное только на повышение скорости исполнения за счёт использования соответствующей аппаратной поддержки), а второй — на логическом (парадигма проектирования систем, идентифицирующая процессы как независимые, что в том числе позволяет их исполнять физически параллельно, но в первую очередь нацелено на упрощение написания многопоточных программ и повышение их устойчивости).

## Проблематика
Поскольку вычисления в параллельных системах взаимодействуют друг с другом, число возможных путей выполнения может быть чрезвычайно велико, и результирующий итог может стать недетерминированным (неопределенным). Параллельное использование общих ресурсов может стать одним из источников недетерминированности, приводящей к таким проблемам, как взаимная блокировка или фатальный недостаток ресурсов.
Построение параллельных систем требует поиска надёжных методов координации выполняемых процессов, обмена данными, распределения памяти и планирования для минимизации времени отклика и увеличения пропускной способности.

## Теория
Теория параллельных вычислений является активной областью исследований теоретической информатики. Одним из первых предложений в этом направлении была плодотворная работа Карла Адама Петри по сетям Петри в начале 1960-х. В последующие годы был разработан широкий спектр формализмов для моделирования и описания параллельных систем.

### Модели
Сейчас разработано уже большое число формальных методов для моделирования и понимания работы параллельных систем, в том числе:
- Параллельный случайный доступ к компьютеру[3]
- Модель акторов
- Вычислительные связанные модели, например, модель массового синхронного параллелизма
- Сети Петри
- Исчисление процессов
- Пространство кортежей, например, Linda
- SCOOP (Simple Concurrent Object-Oriented Programming — Простое параллельное объектно-ориентированное программирование)

Некоторые из этих моделей параллелизма предназначены в первую очередь для логических умозаключений и описания спецификаций, тогда как другие могут быть использованы на протяжении всего цикла разработки, включая проектирование, внедрение, доказательство истинности результатов, тестирование и моделирование параллельных систем.
Распространение различных моделей параллелизма побудило некоторых исследователей разработать способы объединения этих теоретических моделей. Например, Ли и Санджованни-Винсентелли показали, что так называемую модель «меченых сигналов» можно использовать для создания общей основы для описания денотационной семантики различных моделей параллелизма, а Нильсен, Сассун и Винскль показали, что теория категорий может быть использована для обеспечения единого понимания различных моделей.
Теорема представления параллелизма из модели актора обеспечивает достаточно общий способ описания параллельных систем, замкнутых в том смысле, что они не получают сообщений извне. Другие методы описания параллелизма, как, например, исчисление процессов, могут быть описаны через модель актора, используя двухфазный протокол фиксации. Математические обозначения, используемые для описания замкнутой системы S, обеспечивают в большей степени хорошее приближение, если они строятся на основе начального поведения, обозначаемого ⊥S, с использованием аппроксимирующей функции поведения progressionS. Тогда обозначения для S строятся следующим образом:
DenoteS ≡ ⊔i∈ω progressionSi(⊥S)
Таким образом, S может быть математически выражена посредством всех его возможных поведений.

### Логика
Чтобы обеспечить логические рассуждения о параллельных системах, можно использовать различные виды темпоральных логик. Некоторые из них, как, например, линейная темпоральная логика или логика вычислительного дерева, позволяют делать утверждения о последовательности состояний, через которые параллельная система может пройти. Другие же, такие как логика действий вычислительного дерева, логика Хеннесси-Милнера или темпоральная логика действий Лэмпорта, строят свои утверждения от последовательности действий (изменения состояний). Основное применение этих логик состоит в записи спецификаций для параллельных систем.

## Практика
В этом разделе будет использоваться два понятия параллельности, свойственные англоязычной литературе, поскольку речь пойдёт о сравнении их друг с другом. Термин Concurrency будет переводиться «одновременность», а термин Parallelism будет переводиться «параллелизм».

Одновременное программирование включает в себя языки программирования и алгоритмы, используемые для реализации одновременных систем. Одновременное программирование обычно считается более общим понятием, чем параллельное программирование, поскольку оно может включать произвольные динамические модели общения и взаимодействия, тогда как параллельные системы чаще всего реализуют заранее определённые и хорошо структурированные модели связей. Основными целями одновременного программирования являются корректность, эффективность, устойчивость. Одновременные системы, такие как операционные системы и системы управления базами данных предназначены прежде всего для работы в неопределённых условиях, в том числе с учётом автоматического восстановления после сбоя, они не должны неожиданно прекращать работу. Некоторые одновременные системы осуществляют работу в виде прозрачной одновременности, при которой одновременные вычислительные сущности могут конкурировать за использование одного и того же ресурса, но суть этой конкуренции скрыта для программиста.
Поскольку одновременные системы используют общие ресурсы, они обычно требуют наличие какого-либо арбитра, встроенного в их реализацию (часто в базовое оборудование) для управления доступом к этим ресурсам. Использование арбитров создаёт вероятность неопределённости в одновременных вычислениях, которая имеет большое значение для практики, в том числе для обеспечения корректности и эффективности. Например, арбитраж не исключает неограниченный индетерминизм, который связан с проблемой проверки моделей, являющейся причиной взрывного характера пространства состояний и может даже стать причиной образования модели с бесконечным числом состояний.
Некоторые одновременные модели программирования включают создание сопроцессов и детерминированной одновременности. В этих моделях потоки выполнения по управлению процессами явно отдают своё кванты времени либо системе, либо другому процессу.